# Janvier 1881

## Événements

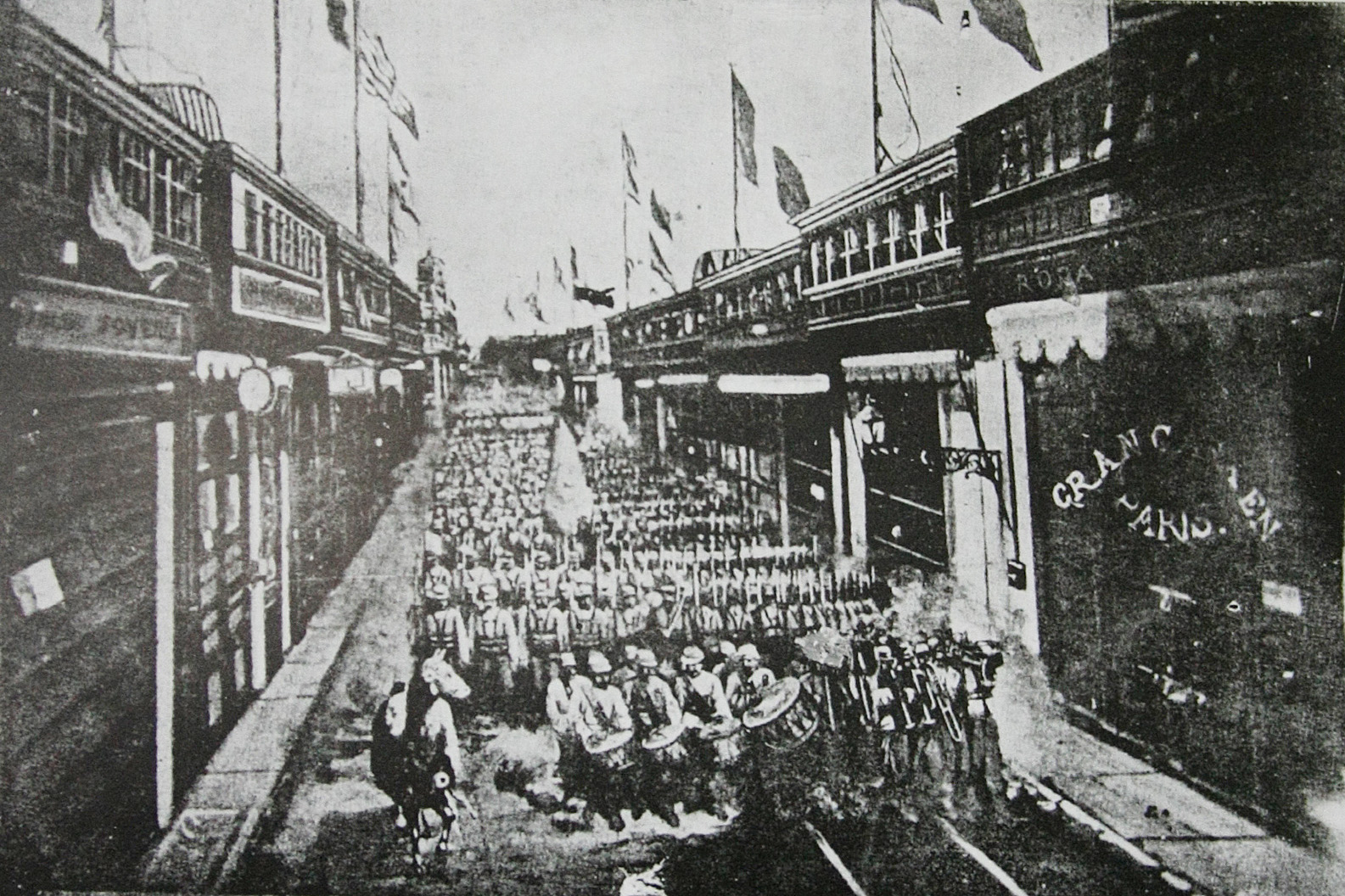
17 janvier : l'armée chilienne marche dans Lima.

- 16 janvier - 24 janvier : la forteresse de Gökdepe (région de Merv) est le dernier territoire du Turkestan à passer sous domination russe, en faisant 15 000 victimes turkmènes.

- 17 janvier (Guerre du Pacifique) : les troupes chiliennes occupent Lima. La ville est mise à sac.

- 28 janvier : les Boers défont l'armée britannique à la bataille de Laing's Nek.

## Naissances
- 1er janvier : Ali Riza Artunkal, homme politique turc († 13 décembre 1959).
- 2 janvier : Frederick Varley, artiste du Groupe des Sept.
- 6 janvier : Chéri Hérouard, illustrateur.
- 9 janvier : Édouard Beaupré, surnommé géant Beaupré.
- 15 janvier : Michel Abonnel, peintre français.
- 27 janvier : Sveinn Björnsson, 1er président de la République d'Islande († 25 janvier 1952).
- 31 janvier :
  - Irving Langmuir, chimiste et physicien américain († 1957).
  - Anna Pavlova, danseuse étoile russe.

## Décès
- 1er janvier : Auguste Blanqui, théoricien socialiste (°8 février 1805 ).
- 24 janvier : James Collinson, peintre britannique (° 9 mai 1825).
- 28 janvier : Luc Letellier de Saint-Just, lieutenant-gouverneur du Québec.
- 28 janvier : Fiodor Dostoïevski, écrivain russe